# أوسكار ماسياس
أوسكار ماسياس (بالإسبانية: Oscar Macías) (9 يوليو 1998 بغوادالاخارا في المكسيك - ) هو لاعب كرة قدم مكسيكي في مركز الوسط.

## وصلات خارجية
- أوسكار ماسياس على موقع قاعدة بيانات كرة القدم.إي يو (الإنجليزية)
- أوسكار ماسياس على موقع Soccerway.com (الإنجليزية)